# Irbin
Irbin oder Erbīn (arabisch عربين Arbīn, DMG ʿIrbīn) ist eine Stadt im Gouvernement Rif Dimaschq in Syrien.

## Name
Es gibt mehrere Schreibweisen für den Stadtnamen: z. B. Arbine, Arbin, Erbin, Arbeen, Arbeel oder Irbin.
Offiziell wurde die Stadt bis zum Anfang der 1960er Jahre ‚Irbil’ (ʿirbīl) genannt, was aus dem syrischen Wort [ʕirbi:l] oder [ʕurba:na] stammen könnte, und die Bedeutung von 'Mehlsieb' oder 'Weidenbaum' hat.

## Geographie
Irbin ist ein Vorort der syrischen Hauptstadt Damaskus und liegt 7 km nordöstlich des Zentrums. Der aus dem Fluss Barada stammende Fluss Thura bewässert die umliegenden Oliven- und Walnussfelder und markiert die westliche Grenze von Irbin zu dem Ort Qabun. Irbin hat fünf Nachbarstädte und -dörfer: Zamalka, al-Qabun, Harasta, al-Basal, Madiara und Hammuria. Im Gebiet von Irbin gab es viele alte Dörfer wie Bartaya, Rummana, Jawwaza, Sultaya. Diese wurden aus Lehm erbaut und aus verschiedenen Gründen verlassen bzw. getilgt. Nur in Bartaya gab es bis in die fünfziger Jahre einen Friedhof, der die Spuren dieses Dorfes zeigte. Die meisten Stadtteile von Irbin heißen bis heute wie das Vorgängerdorf.

## Verwaltung
Offiziell ist Irbin eine Nahiya, das heißt, dass die Stadt ihre eigene Polizeistation, Post, Rathaus, Gericht und Zivilregister hat. Irbin hat einen Bürgermeister. Die Stadt verwaltet Angelegenheiten wie Müllabfuhr, Finanzen u. ä. unabhängig. Die höhere Instanz, die die Arbeit der Verantwortlichen kontrolliert, ist der Gouverneur von Damaskus, der vom Staatspräsidenten ernannt wird.

## Bauten
In Irbin gibt es 15 Moscheen. Die älteste ist die Große Moschee direkt am Hauptmarkt. Etwa 150 m weiter steht die, 1873 errichtete, griechisch-orthodoxe Kirche St. Georg, die während des Bürgerkrieges geschändet und weitgehend zerstört wurde.

## Gesundheit
Irbin hat zwei Krankenhäuser. Das Radschaa Krankenhaus ist im Betrieb, während sich das Hafiza-Krankenhaus noch im Aufbau befindet. Es gibt etwa zehn Allgemein- und fünf Zahnärzte. Die Zahl der Apotheken ist auch über zehn. In Irbin gibt es auch ein staatliches kostenfreies Gesundheitszentrum, das sich zurzeit vor allem mit Impfungen und Behandlungen der armen Bürger beschäftigt. Fließendes sterilisiertes Trinkwasser wird in der Stadt gewährleistet.

## Wirtschaft
Die Irbiner sind mehrheitlich selbständig. Es gibt nach Angaben des Rathauses etwa 3500 registrierte wirtschaftliche „Aktivitäten“. Diese teilen sich unter kleine Läden, Fabriken, Firmen u. ä. auf. Es gibt eine sehr schwache Tendenz zur Beschäftigung beim Staat. Traditionell waren die Irbiner führend in Arbeiten außerhalb ihres Wohnorts. Joseph Awad Arbeely war der erste Irbiner und der erste Araber, der am Ende des 19. Jahrhunderts (1878) mit seiner Frau und seinen sechs Kindern Syrien in Richtung USA verlassen hat. Zwei seiner Söhne veröffentlichten 1904 die erste arabische Zeitung in den Vereinigten Staaten. Viele seiner Nachfahren wohnen noch immer mit demselben Nachnamen in den Staaten.
Täglich werden in Irbin mehrere Tonnen Walnüsse und Mandeln verarbeitet und verkauft. Es gibt ferner Betriebe zur Verarbeitung und Produktion von eingelegten Gemüsearten. Traditionell wird in Irbin qamar al-din (flachgepresste getrocknete Aprikosen) hergestellt.

## Geschichte
Irbin wurde im Syrischen Bürgerkrieg ab 2012 von Aufständischen kontrolliert und kurze Zeit später 2013 von Regierungstruppen mit dem übrigen Ost-Ghuta eingeschlossen. Die Bevölkerung der Region überlebte durch staatlich geduldeten Schmuggel und geduldete Hilfslieferungen. Die Zivilgesellschaft baute sich eine wegen der Luftangriffe des Regimes unterirdische, säkulare Schule für am Schluss 2000 Kinder; säkular schlicht darum, weil der gemeinsame Nenner bei der Religion nicht zu finden war.
Ende 2017 begann die Versorgungslage kritisch zu werden, nachdem immer weniger Lieferungen zugelassen wurden. Im Oktober 2017 schätzten Menschenrechtler die Bewohnerzahl von Irbin noch auf etwa 50.000. Die Kämpfe eskalierten, als die islamistischen Gruppen im November 2017 einen von der syrischen Armee gehaltenen Armeekomplex im benachbarten Harasta angegriffen hatten. Im Zuge dieser Auseinandersetzungen erhöhte sich die Zahl der Luftangriffe auf die Region und Irbin wurde wiederholt bombardiert.